# Aphanorrhegma patens x physcomitrium eurystomum
Aphanorrhegma patens x physcomitrium eurystomum là một loài Rêu trong họ Funariaceae. Loài này được R.M. Schust. ex Váňa mô tả khoa học đầu tiên..